# Tenipósido
El tenipósido es un medicamento antineoplásico que se utiliza en el tratamiento del cáncer. Se emplea contra diferentes tipos de tumores, incluyendo la leucemia linfoblástica aguda en los niños,  leucemias del adulto,  cáncer de pulmón de células pequeñas y tumores cerebrales.
El tenipósido es uno de los principios activos que se encuentra en la podofilotoxina, sustancia que se obtiene de la planta Podophyllum peltatum oriunda de Norteamérica. Su mecanismo de acción consiste en inhibir la enzima topoisomerasa II, provocando la ruptura del ADN celular y dificultando la división de las células cancerosas.
Se administra por vía intravenosa, solo o asociado a otros fármacos.
Los principales efectos secundarios que produce son: Náuseas, vómitos, depresión de la actividad de la médula ósea,  disminución del número de plaquetas (trombopenia), disminución del número de leucocitos (leucopenia) y perdida del cabello (alopecia).